# Стрихнін
Стрихні́н — безбарвна, дуже гірка на смак (поріг відчуття — 1 частина стрихніну на 700 000 частин води), кристалічна речовина, за структурною будовою гетероциклічний алкалоїд. Токсин дерева чилібуха. Дуже отруйна.
Токсична дія зумовлена зв'язуванням з гліциновими рецепторами мозку (є конкурентним антагоністом їхнього природного ліганду — гліцину).
Розчинність одного граму:
- у бензені 150 мл
- в метанолі 250 мл
- в етанолі 182 мл
- у хлороформі 6.5 мл
- у піридині 83 мл

Використовують як пестицид для знищення гризунів.

## Отруєння стрихніном
Смертельна доза — 0,2 г.
Симптоми: збудження, головний біль, задишка. Підвищення тонусу потиличних м'язів, витягуючий біль у жувальних м'язах, судоми до опістотонусу, спазм дихальної мускулатури, асфіксія.
Невідкладна допомога: промивання шлунку, сольове проносне, в/в барбаміл (5 мл 10 % розчину), під шкіру морфін (1 мл 1 % розчину), димедрол (2 мл 1 % розчину). Водне навантаження. Хлоралгідрат у мікроклізмі повторно.